# 新庄直侯
新庄 直侯（しんじょう なおよし）は、常陸麻生藩の第10代藩主。

## 生涯
享保12年（1727年）、第8代藩主・新庄直祐の次男として麻生で生まれる。寛延4年（1751年）3月12日、長兄で第9代藩主である直隆の養子となる。宝暦5年（1755年）10月5日、直隆の隠居により家督を継ぎ、12月28日に従五位下・越前守に叙位・任官する。
宝暦6年（1756年）1月、呉服橋門番に任じられる。宝暦9年（1759年）に駿府城番に任じられる。藩政においては風俗粛正、質素倹約による藩財政再建を目指した。しかし小藩であるにもかかわらず要職を歴任したため、その支出でかえって財政難を招いた。
明和9年（1772年）10月10日に死去した。享年46。跡を養子の直規（直隆の長男）が継いだ。

## 系譜
父母
- 新庄直祐（実父）
- 新庄直隆（養父）

子女
- 大久保忠温正室
- 大久保忠義室後に新庄直富室

養子
- 新庄直規 ー 新庄直隆の長男